# Wełykyj Łuh
Wełykyj Łuh (ukr. Вели́кий Луг) – bagnista nizina znajdująca się na lewym brzegu Dniepru, sięgająca rzeki Konka, o powierzchni ponad 400 km². Wełykyj Łuh zalany był wodami Zbiornika Kachowskiego do 6 czerwca 2023 roku w wyniku eksplozji tamy Kachowskiej Elektrowni Wodnej, zniszczonej w trakcie inwazji Rosji na Ukrainę. Obecnie naukowcy ukraińscy z Uniwersytetu Chersońskiego zastanawiają się nad odtworzeniem roślinności Wełykeho Łuhu, zamiast odbudowy tamy i zbiornika.
Pokryta była lasem liściastym, trzcinami i szuwarami. W pobliżu zwykle znajdowała się Sicz Zaporoska, z której Kozacy wypędzali tam na pastwiska konie i inne zwierzęta gospodarskie. Znajdowali tam również dobre schronienie w wypadku zagrożenia. Dlatego Wełykyj Łuh był dla nich symbolem bezpieczeństwa i wolności. W pieśniach Kozacy nazywali go Ojcem:
Ой Січ — мати, а Великий Луг — батько,
Що в Лузі заробити, то в Січі пропити.